# 豪爵
豪爵控股有限公司是中国一家从事摩托车与相关产品制造的企业。公司产品涵盖摩托车、电动车与发动机等多个领域，旗下经营“豪爵”与“铃木”（SUZUKI）两个品牌。
豪爵控股的主要子公司为江门市大长江集团有限公司，后者是中国摩托车行业的重要制造商之一。公司与日本铃木公司合作，于常州市合资成立了常州豪爵铃木摩托车有限公司，该企业是中国境内较具规模的中外合资摩托车制造企业。

## 国际市场影响
根据英国《经济学人》杂志于2024年的报道，豪爵摩托车作为中国制造业的代表之一，在非洲等发展中国家扮演了重要的交通角色。文章指出，豪爵及其他中国品牌通过提供价格低廉、结构坚固、维修便利的产品，有效填补了当地公共交通匮乏的问题，尤其是在撒哈拉以南非洲的城乡之间。
豪爵产品因其耐用性和经济性，成为包括摩的司机、货运业者以及中小商户在内的主要交通工具之一。该报道同时指出，尽管这些中国产摩托车在性能与品牌认知度上难以与日本或欧美品牌媲美，但在基础设施薄弱与购买力有限的市场中，其高性价比具备不可替代的竞争优势。此外，这些摩托车的普及也间接促进了当地零配件市场和摩托车维修行业的发展。